# Пабло Альфаро
Па́бло Альфа́ро (ісп. Pablo Alfaro, нар. 24 квітня 1969, Сарагоса) — іспанський футболіст, що грав на позиції захисника, зокрема за «Реал Сарагоса» та «Севільї».
По завершенні ігрової кар'єри — тренер.

## Ігрова кар'єра
Народився 24 квітня 1969 року в Сарагосі. Вихованець футбольної школи місцевого «Реал Сарагоса». Дорослу футбольну кар'єру розпочав 1989 року в основній команді того ж клубу, в якій провів три сезони, взявши участь у 107 матчах чемпіонату.  Більшість часу, проведеного у складі cарагоського «Реала», був основним гравцем команди.
1992 року був запрошений до «Барселони», де провів лише один сезон, взявши участь лише в 7 іграх іспанської першості. Попри це став володарем титулів чемпіона Іспанії, володаря Суперкубка Іспанії та Суперкубка УЄФА.
У 1993–2000 роках виступав за «Расінг» (Сантандер), «Атлетіко» та «Мериду».
Своєю грою за останню команду привернув увагу представників тренерського штабу «Севільї», до складу якого приєднався 2000 року. Відіграв за клуб з Севільї наступні п'ять сезонів своєї ігрової кар'єри, здебільшого виходячи на поле в основному складі команди.
Завершував ігрову кар'єру у команді «Расінга». Повернувся до неї 2006 року і захищав її кольори до припинення виступів на професійному рівні у 2007.

## Кар'єра тренера
Розпочав тренерську кар'єру невдовзі по завершенні кар'єри гравця, 2009 року, очоливши тренерський штаб клубу «Понтеведра».
Згодом протягом 2010-х років тренував команди «Рекреатіво», «Леганеса», «Уески», «Марбельї», «Мірандеса» та «Ібіси».
В сезоні 2020/21 очолював тренерський штаб «Кордови», після чого по сезону працював із «Сан-Фернандо» та командою «Реал Мурсія».

## Титули і досягнення

### Як гравця
- Володар Суперкубка Іспанії з футболу (1):

«Барселона»: 1992
- Чемпіон Іспанії (1):

«Барселона»: 1992-1993
- Володар Суперкубка УЄФА (1):

«Барселона»: 1992